# Aongstroemia orientalis
Aongstroemia orientalis là một loài Rêu trong họ Dicranaceae. Loài này được Mitt. mô tả khoa học đầu tiên năm 1891.